# Eugène de Weck
Eugène Henri Edouard de Weck, auch Eugène (de) Weck-Boccard (* 20. April 1872 in Freiburg im Üechtland, Kanton Freiburg; † 3. Mai 1912 in Leysin, Kanton Waadt), war ein Schweizer Landschaftsmaler, Zeichenlehrer und Restaurator.

## Leben
De Weck, das zweitälteste von sieben Kindern des Freiburger Politikers und Staatsrats Charles de Weck und dessen Ehefrau Léontine Marie Eugénie, geborene de Buman, ging 1894 nach Düsseldorf, wo er in den Jahren 1894/1895 die Königlich Preußische Kunstakademie besuchte. Dort war Heinrich Lauenstein sein Lehrer. 1898 heiratete er die an der Académie Julian geschulte Porträtmalerin Antoinette de Boccard, welche dem Freiburger Adelsgeschlecht der De Boccards entstammte. Das Paar hatte drei Kinder. 
In Freiburg arbeitete de Weck von 1900 bis 1912 als Zeichenlehrer am Technikum, 1909 bis 1912 zusätzlich am Kollegium St. Michael. Im Auftrag des Kantons Freiburg leitete er während der Renovation der Zisterzienserabtei Hauterive in den Jahren 1903 bis 1910 die Restauration der Wandmalereien. Auch andere Fresken in Freiburger Landkirchen wurden von ihm restauriert. Im Jahr 1899 gehörte er zu den Gründern der Freiburger Sektion der Gesellschaft Schweizerischer Maler, Bildhauer und Architekten. Sein malerisches Œuvre war durch die französischen Impressionisten beeinflusst. Ab 1900 stellte er seine Bilder – Ansichten der voralpinen Freiburger Landschaft – in Freiburg und Genf mehrfach aus.